# Barnabas Bögle
Barnabas Bögle OSB (né le 28 avril 1957 à Rottenbuch en Allemagne) est abbé d'Ettal et de Wechselburg jusqu'en février 2010, quand il démissionne à la suite de révélations d'abus sexuels au sein du collège du monastère. En juillet 2010, il est réinstallé à ce poste sans qu'aucune poursuite ne soit engagée.
Il est élu en 2009 à la tête de la congrégation bénédictine de Bavière qui regroupe les abbayes bénédictines de Bavière et les prieurés affiliés.

## Biographie
Thomas Bögle poursuit ses études secondaires jusqu'à son abitur en 1977 au Gymnasium de l'abbaye d'Ettal.
Il entre comme novice à l'abbaye d'Ettal en 1980 et prend le nom de religion de Barnabas, c'est-à-dire Barnabé en français. Il prononce ses premiers vœux en 1981 et étudie la théologie et la philosophie à Wurtzbourg, puis les langues anciennes à Ratisbonne. Il est ordonné prêtre en 1985 par Franz Schwarzenböck.
Bögler enseigne le latin, la religion catholique et l'archéologie au Gymnasium de l'abbaye d'Ettal et devient aussi préfet de l'internat. Il dirige et écrit dans le journal de l'abbaye intitulé Ettaler Mandl, tout en remplissant diverses fonctions dans le fonctionnement de l'abbaye.
Il est élu par ses pairs le 27 mai 2005 comme trente-huitième abbé d'Ettal, prenant la devise Praedicamus Christum Crucifixum. Le cardinal Wetter, archevêque de Munich, lui donne la bénédiction le 11 juillet 2005.
Le chapitre général de la congrégation bénédictine de Bavière l'élit à Andechs le 9 septembre 2009 comme abbé président de la congrégation.
De 2016 à 2021, Bögle est en outre administrateur de l'abbaye de Rohr.

## Affaire des abus sexuels au collège de l'abbaye
Le 24 février 2010, Barnabas Bögle démissionne de son poste d'abbé de l'abbaye d'Ettal à la demande de l'archidiocèse de Munich et Freising. Cette démission fait suite aux révélations d'abus sexuels au sein du collège dépendant du monastère dans les années 1950 à 1980. Une centaine d'élèves auraient été victimes d'une dizaine de prêtres,.
En juillet 2010, le cardinal Rodé, de la Congrégation pour les instituts de vie consacrée et les sociétés de vie apostolique, indique que l'abbé ne pouvait reprocher aucun acte répréhensible, de sorte que rien ne s'opposerait à un retour à son office. Il est réélu à son ancien poste le 11 juillet.